# Liste der Antoniterklöster
Diese Liste enthält ehemalige Klöster des Antoniter-Ordens in geografischer Ordnung.

## Belgien
- Antoniterkloster Barbefosse in Provinz Hennegau (Generalpräzeptorei Bailleul)

## Dänemark
- Antoniterkloster Præstø (1470-1536, Generalpräzeptorei Grünberg)

## Deutschland
- Antoniterkloster Alzey (1250–1551, Generalpräzeptorei Höchst)
- Antoniterkloster Aroldessen in Arolsen (1492/93–1526, Generalpräzeptorei Grünberg)
- Antoniterkloster Bamberg (Gründungsdatum unbekannt- vor 1548 nicht mehr im Besitz des Ordens, Generalpräzeptorei Isenheim)
- Antoniterhof Brauweiler (zu Köln) (1390- ?)
- Antoniterkloster Bruchsal (1472- 16.Jh., Generalpräzeptorei Isenheim)
- Antoniterkloster Bedburg-Hau bei Cleve (1426–1535, Generalpräzeptorei Höchst)
- Antoniterkloster Cottbus ( ?-? )
- Antoniterkloster Demmin (Generalpräzeptorei Grünberg)
- Antoniterkloster Eicha bei Naunhof in Sachsen (1490–1525, Generalpräzeptorei Lichtenburg)
- Antoniterkloster Eiche (Generalpräzeptorei Isenheim)
- Antoniterkloster Eilenburg ( ?-?, Generalpräzeptorei Lichtenburg)
- Antoniterkloster Esslingen am Neckar (vor 1433/34–nach 1520)
- Antoniterhof Evinghoven (zu Köln) (1322–1803)
- Antoniterkloster Gießen (Generalpräzeptorei Grünberg)
- Antoniterkloster Fintel (um 1480–vor 1548, Generalpräzeptorei Grünberg)
- Antoniterkloster Forchheim Spitalkirche St. Katharina
- Antoniterkloster Frankenberg (Generalpräzeptorei Grünberg)
- Antoniterkloster Frankfurt am Main (1236–1722, Generalpräzeptorei Höchst)
- Antoniterkloster Freiburg (um 1290–1542, Generalpräzeptorei)
- Antoniterkloster Friedberg (Generalpräzeptorei Grünberg)
- Antoniterkloster Grebenstein (Generalpräzeptorei Grünberg)
- Antoniterkloster Grünberg in Grünberg (Hessen) (1193–1526, Generalpräzeptorei)
- Antoniterkloster Gültstein (1462–um 1535)
- Antoniterkloster Höchst in Frankfurt-Höchst (1441–1802, Generalpräzeptorei)
- Antoniterhof Klein-Vernich (zu Köln) (1405–1802) Gut Antoniterhof
- Antoniterkloster Köln (1298–1794, Generalpräzeptorei Höchst)
- Antoniterkloster Konstanz (vor 1400–1527, Generalpräzeptorei Freiburg)
- Antoniterkloster Lichtenburg bei Prettin (1273–1537, Generalpräzeptorei)
- Antoniterkloster Mainz (1332–1528, Generalpräzeptorei Höchst)
- Antoniterkloster Marburg (Generalpräzeptorei Grünberg)
- Antoniterkloster Memmingen (1214 gegründet, ab 1527 unter Verwaltung der Stadt, Generalpräzeptorei), Kinderlehrkirche
- Antoniterkloster Mohrkirch (1391 gegründet, 1541 aufgelöst, Generalpräzeptorei Grünberg)
- Antoniterkloster München (Generalpräzeptorei Memmingen)
- Antoniterkloster Münzenberg (Generalpräzeptorei Grünberg)
- Antoniterpraezeptorei Nimburg (1456–1545/59), Nimburger Bergkirche
- Antoniterkloster Nordhausen (Generalpräzeptorei Grünberg)
- Antoniterkloster Nördlingen (1393–1520, Generalpräzeptorei Memmingen)
- Antoniterhof/Töngeshof Oberbolheim/Nörvenich ( zu Köln) (1390- ? ) Antoniuskapelle (Oberbolheim)
- Antoniterkloster Oppenheim (1287/1300 erw.-1551, Generalpräzeptorei Höchst)
- Antoniterkloster Ravensburg (um 1440–um 1540)
- Antoniterkloster Regensburg (1444–1542, Generalpräzeptorei Memmingen)
- Antoniterkloster Reutlingen (vor 1411–um 1530, Generalpräzeptorei Freiburg)
- Antoniterkloster Roßdorf (um 1190 gegründet, seit 1441 in Höchst am Main, Generalpräzeptorei Höchst)
- Antoniterkloster Rottenburg (vor 1504–vor 1533)
- Antoniterhof Straßfeld/Swisttal (zu Köln) (1409–1803)
- Antoniterkloster Taucha bei Leipzig (um 1500–1527)
- Antoniterkloster Tempzin in Mecklenburg (1222–1552, Generalpräzeptorei Grünberg)
- Antoniterkloster Trendelburg (Generalpräzeptorei Grünberg)
- Antoniterkloster Trier (Stadthaus) (1232 - ?, Generalpräzeptorei Höchst)
- Antoniterkloster Villingen (1451 - ?, Generalpräzeptorei Freiburg)
- Antoniterkloster Wetzlar (Generalpräzeptorei Grünberg)
- Antoniterhof Wissersheim/Nörvenich (zu Köln) (1394- ? )
- Antoniterkapelle Wittenberg (?-Ref., Generalpräzeptorei Lichtenburg)
- Antoniterkloster Würzburg (1434-1545, Generalpräzeptorei Isenheim)

## England
- Antoniterkloster London (1254-nach 1545) (Generalpräzeptorei)

## Frankreich
- St-Antoine (Saint-Antoine-l’Abbaye) in Saint-Antoine-l’Abbaye Antoniter-Stammkloster
- Antoniterkloster Saint-Amant-Tallende (Generalpräzeptorei Frugerès-les-Mines)
- Antoniterkloster Saint-Antoine d'Artiguelongue (Gemeinde Saint-Antoine (Gironde), Generalpräzeptorei Aubeterre-sur-Dronne)
- Antoniterkloster Saint-Antoine-de-Breuilh (Generalpräzeptorei Aubeterre-sur-Dronne)
- Antoniterkloster Saint-Antoine de la Chassaigne (Generalpräzeptorei Boutiers-Saint-Trojan)
- Antoniterkloster Saint-Antoine-de-Ficalba (Dem Abt von Saint-Antoine-l’Abbaye direkt unterstellt.)
- Antoniterkloster Saint-Antoine de Galonie (Gemeinde Bats, Generalpräzeptorei)
- Antoniterkloster Saint-Antoine-de Pont d`Arratz (heutige Saint-Antoine (Gers), Dem Abt von Saint-Antoine-l’Abbaye direkt unterstellt.)
- Antoniterkloster Saint-Antoine-des-Plantades (Generalpräzeptorei Boutiers-Saint-Trojan)
- Antoniterkloster St-Antoine (Pondaurat)  (Generalpräzeptorei Aubeterre-sur-Dronne)
- Antoniterkloster Saint-Antoine-des Traverses (Gemeinde Traversères, Generalpräzeptorei Saint-Antoine-de-Galonie)
- Antoniterkloster Saint Antoine-du Pizou (Gemeinde Le Pizou, Generalpräzeptorei Aubeterre-sur-Dronne)
- Antoniterkloster Aix (Generalpräzeptorei Marseille)
- Antoniterkloster Alais (heutige Alès, Dem Abt von Saint-Antoine-l’Abbaye direkt unterstellt.)
- Antoniterkloster Albi (Dem Abt von Saint-Antoine-l’Abbaye direkt unterstellt.)
- Antoniterkloster Angliers (Generalpräzeptorei Boutiers-Saint-Trojan)
- Antoniterkloster Anneyron (Dem Abt von Saint-Antoine-l’Abbaye direkt unterstellt.)
- Antoniterkloster Ansage (Gemeinde Omblèze, Generalpräzeptorei Saint-Croix)
- Antoniterkloster Annonay (Generalpräzeptorei)
- Antoniterkloster Arles (Generalpräzeptorei Rom)
- Antoniterkloster Aubenas (Generalpräzeptorei)
- Antoniterkloster Aubeterre-sur-Dronne (Generalpräzeptorei)
- Antoniterkloster Aumônières (Gemeinde Pierrecourt (Haute-Saône), Generalpräzeptorei)
- Antoniterkloster Avançon (Generalpräzeptorei Gap)
- Antoniterkloster Avignon (Generalpräzeptorei Rom)
- Antoniterkloster Bagnols (Gemeinde Bagnols-les-Bains, Dem Abt von Saint-Antoine-l’Abbaye direkt unterstellt.)
- Antoniterkloster Bailleul in Französisch-Flandern (Generalpräzeptorei)
- Antoniterkloster Balazin (Gemeinde Sarraziet, Generalpräzeptorei Saint-Antoine-de-Galonie)
- Antoniterkloster Bannes (Gemeinde Aubessagne, Generalpräzeptorei Gap)
- Antoniterkloster Bar-le-Duc (Generalpräzeptorei)
- Antoniterkloster Bergerac (Generalpräzeptorei Aubeterre-sur-Dronne)
- Antoniterkloster Besançon (Generalpräzeptorei Aumônières)
- Antoniterkloster Béziers (Dem Abt von Saint-Antoine-l’Abbaye direkt unterstellt.)
- Antoniterkloster Billom (Generalpräzeptorei Frugerès-les-Mines)
- Antoniterkloster Bois (Generalpräzeptorei Boutiers-Saint-Trojan)
- Antoniterkloster Bordeaux (Generalpräzeptorei Aubeterre-sur-Dronne)
- Antoniterkloster Bourbonne-les-Bains (Generalpräzeptorei Aumônières)
- Antoniterkloster Bourg-en-Bresse (Generalpräzeptorei)
- Antoniterkloster Bourgoin (Generalpräzeptorei)
- Antoniterkloster Boutiers-Saint-Trojan (Generalpräzeptorei)
- Antoniterkloster Briey (Generalpräzeptorei Bar-le-Duc)
- Antoniterkloster Brises (Gemeinde Crest, Generalpräzeptorei Saint-Médard)
- Antoniterkloster Bussières-lès-Belmont (Gemeinde Champsevraine, Generalpräzeptorei Norges-le-Pont)
- Antoniterkloster Carcassonne (Dem Abt von Saint-Antoine-l’Abbaye direkt unterstellt.)
- Antoniterkloster Castelnaudary (Dem Abt von Saint-Antoine-l’Abbaye direkt unterstellt.)
- Antoniterkloster Clairac (Generalpräzeptorei Aubeterre-sur-Dronne)
- Antoniterkloster Saint-Antoine (Cantal) (Generalpräzeptorei Boutiers-Saint-Trojan)
- Antoniterkloster Chalon-sur-Saône (Generalpräzeptorei)
- Antoniterkloster Chambéry in Savoyen (Generalpräzeptorei)
- Antoniterkloster Charny (Generalpräzeptorei Chalon-sur-Saône)
- Antoniterkloster Charroux (Allier) (Generalpräzeptorei Frugerès-les-Mines)
- Antoniterkloster Claret (Generalpräzeptorei Gap)
- Antoniterkloster Clisson (Generalpräzeptorei Boutiers-Saint-Trojan)
- Antoniterkloster Colombe-lès-Vesoul (Generalpräzeptorei Aumônières)
- Antoniterkloster  Condé-en-Barrois (Gemeinde Les Hauts-de-Chée, Generalpräzeptorei Bar-le-Duc)
- Antoniterkloster Cumont (Generalpräzeptorei Boutiers-Saint-Trojan)
- Antoniterkloster Cusset (Generalpräzeptorei Frugerès-les-Mines)
- Antoniterkloster Déoule (Gemeinde Esparron (Hautes-Alpes), Generalpräzeptorei Gap)
- Antoniterkloster Dun-sur-Meuse (Generalpräzeptorei Bar-le-Duc)
- Antoniterkloster Esparron (Generalpräzeptorei Gap)
- Antoniterkloster Étain (Generalpräzeptorei Bar-le-Duc)
- Antoniterkloster Étais (Generalpräzeptorei Norges-le-Pont)
- Antoniterkloster Excideuil (Generalpräzeptorei Aubeterre-sur-Dronne)
- Antoniterkloster Eygluy (Generalpräzeptorei Saint-Médard)
- Antoniterkloster Froideval (Generalpräzeptorei Aumônières)
- Antoniterkloster Feurs (Generalpräzeptorei)
- Antoniterkloster Frugerès-les-Mines (Generalpräzeptorei)
- Antoniterkloster Gap (Generalpräzeptorei)
- Antoniterkloster Génicourt-sur-Meuse (Generalpräzeptorei Bar-le-Duc)
- Antoniterkloster Grenoble (Generalpräzeptorei)
- Antoniterkloster Isenheim im Elsass (Generalpräzeptorei)
- Antoniterkloster Korsika (Generalpräzeptorei Gap)
- Antoniterkloster La Feuillade (Generalpräzeptorei Boutiers-Saint-Trojan)
- Antoniterkloster La Foucaudièr (Gemeinde Saint-Sauveur (Vienne), Generalpräzeptorei Boutiers-Saint-Trojan)
- Antoniterkloster Lamarche-sur-Saône (Generalpräzeptorei Aumônières)
- Antoniterkloster Lautrec (Dem Abt von Saint-Antoine-l’Abbaye direkt unterstellt.)
- Antoniterkloster Lestards (Generalpräzeptorei Boutiers-Saint-Trojan)
- Antoniterkloster Limoux (Dem Abt von Saint-Antoine-l’Abbaye direkt unterstellt.)
- Antoniterkloster Livron-sur-Drôme (Dem Abt von Saint-Antoine-l’Abbaye direkt unterstellt.)
- Antoniterkloster Loulay (Generalpräzeptorei Boutiers-Saint-Trojan)
- Antoniterkloster Lyon (Dem Abt von Saint-Antoine-l’Abbaye direkt unterstellt.)
- Antoniterkloster Mâcon (Generalpräzeptorei)
- Antoniterkloster Malatrait (Generalpräzeptorei Boutiers-Saint-Trojan)
- Antoniterkloster Marseille (Generalpräzeptorei)
- Antoniterkloster Marville (Generalpräzeptorei Bar-le-Duc)
- Antoniterkloster Metz (Generalpräzeptorei Pont-à-Mousson)
- Antoniterkloster Millau (Dem Abt von Saint-Antoine-l’Abbaye direkt unterstellt.)
- Antoniterkloster Montauban (Dem Abt von Saint-Antoine-l’Abbaye direkt unterstellt.)
- Antoniterkloster Montbrison (Generalpräzeptorei Feurs)
- Antoniterkloster Mont des Cats (1650–1792)
- Antoniterkloster Montferrand (Generalpräzeptorei Frugerès-les-Mines)
- Antoniterkloster Montlauzun (Dem Abt von Saint-Antoine-l’Abbaye direkt unterstellt.)
- Antoniterkloster Montpellier (Dem Abt von Saint-Antoine-l’Abbaye direkt unterstellt.)
- Antoniterkloster Narbonne (Dem Abt von Saint-Antoine-l’Abbaye direkt unterstellt.)
- Antoniterkloster Nébouzat (Generalpräzeptorei Frugerès-les-Mines)
- Antoniterkloster Nîmes (Dem Abt von Saint-Antoine-l’Abbaye direkt unterstellt.)
- Antoniterkloster Nizza (Generalpräzeptorei Gap)
- Antoniterkloster Norges-le-Pont (Generalpräzeptorei)
- Antoniterkloster Omblèze (Generalpräzeptorei Saint-Médard)
- Antoniterkloster Paris (Generalpräzeptorei Bailleul)
- Antoniterkloster Pertuis (Generalpräzeptorei Marseille)
- Notre-Dame (Piégros-la-Clastre) in Auvergne-Rhône-Alpes
- Antoniterkloster Poléon in Département Deux-Sèvres (Generalpräzeptorei Boutiers-Saint-Trojan)
- Antoniterkloster Pont-à-Mousson (Generalpräzeptorei)
- antoniterkloster Pontcharra-sur-Turdine (Generalpräzeptorei Mâcon)
- Antoniterkloster Pont-l’Abbé (Generalpräzeptorei Boutiers-Saint-Trojan)
- Antoniterkloster Pont-en-Royans (Generalpräzeptorei Saint-Croix)
- Antoniterkloster Privas (Generalpräzeptorei Aubenas)
- Antoniterkloster Pujaudran (Dem Abt von Saint-Antoine-l’Abbaye direkt unterstellt.)
- Antoniterkloster Reims (Generalpräzeptorei Troyes)
- Antoniterkloster Rouen (Generalpräzeptorei Troyes)
- Antoniterkloster Roquefort (Generalpräzeptorei Saint-Antoine-de-Galonie)
- Antoniterkloster Roybon (Dem Abt von Saint-Antoine-l’Abbaye direkt unterstellt.)
- Antoniterkloster Ruffey (Generalpräzeptorei Aumônières)
- Antoniterkloster Salon (Generalpräzeptorei Marseille)
- Antoniterkloster Saint-Chamond (Generalpräzeptorei Feurs)
- Antoniterkloster Saint-Croix (Generalpräzeptorei)
- Antoniterkloster Sainte-Agathe (Kapelle und Priorat im Schloss Die, Generalpräzeptorei Saint-Croix)
- Antoniterkloster Saint-Julien-en-Quint (Generalpräzeptorei Saint-Croix)
- Antoniterkloster Saint-Julien-en-Quint (Generalpräzeptorei Saint-Croix)
- Antoniterkloster Saint-Just-de-Claix (Dem Abt von Saint-Antoine-l’Abbaye direkt unterstellt.)
- Antoniterkloster Saint-Marcellin (Dem Abt von Saint-Antoine-l’Abbaye direkt unterstellt.)
- Antoniterkloster Saint-Marc-la-Lande (Generalpräzeptorei Boutiers-Saint-Trojan)
- Antoniterkloster Saint-Médard (Gemeinde Piégros-la-Clastre, Generalpräzeptorei)
- Antoniterkloster Saint-Mihiel (Generalpräzeptorei Bar-le-Duc)
- Antoniterkloster Saint-Pierre-la-Roche (Generalpräzeptorei Saint-Croix)
- Antoniterkloster St-Pierre (Marnans) (Dem Abt von Saint-Antoine-l’Abbaye direkt unterstellt.)
- Antoniterkloster Saint-Romain (Gemeinde Suze (Drôme), Generalpräzeptorei Saint-Médard)
- Antoniterkloster Saint-Sauveur (Generalpräzeptorei Saint-Médard)
- Antoniterkloster Saint-Victor-sur-Arlanc (Generalpräzeptorei)
- Antoniterkloster Sauveterre (Generalpräzeptorei Saint-Antoine-de-Galonie)
- Antoniterkloster Sisteron (Generalpräzeptorei Gap)
- Antoniterkloster Soissons (Generalpräzeptorei Troyes)
- Antoniterkloster Stenay (Generalpräzeptorei Bar-le-Duc)
- Antoniterkloster Straßburg (Generalpräzeptorei Isenheim)
- Antoniterkloster Tarascon  (Generalpräzeptorei Rom)
- Antoniterkloster Toulouse (Dem Abt von Saint-Antoine-l’Abbaye direkt unterstellt.)
- Antoniterkloster Tournon (Generalpräzeptorei Aubenas)
- Antoniterkloster Trois-Épis (Drei-Ähren, Generalpräzeptorei Isenheim)
- Antoniterkloster Troyes (Generalpräzeptorei)
- Antoniterkloster Varennes (Gemeinde Varennes-en-Argonne, Generalpräzeptorei Bar-le-Duc)
- Antoniterkloster Valchevrière (Gemeinde Villard-de-Lans, Generalpräzeptorei Saint-Croix)
- Antoniterkloster Valréas (Dem Abt von Saint-Antoine-l’Abbaye direkt unterstellt.)
- Antoniterkloster Vassieux-en-Vercors (Generalpräzeptorei Saint-Croix)
- Antoniterkloster Vergongheon (Generalpräzeptorei Frugerès-les-Mines)
- Antoniterkloster Véronne (Generalpräzeptorei Saint-Croix)
- Antoniterkloster Veynes (Generalpräzeptorei Gap)
- Antoniterkloster Vienne (Generalpräzeptorei)

## Griechenland
- Antoniterkloster Athen (Generalpäzeptorei Achaja)
- Antoniterkloster Negroponte (heutige Euböa, Generalpäzeptorei Achaja)
- Antoniterkloster Glarentza (Generalpäzeptorei Achaja)
- Antoniterkloster Koroni (Generalpäzeptorei Achaja)
- Antoniterkloster Modon (heutige Methoni (Messenien), Generalpäzeptorei Achaja)

## Israel
- Antoniterkloster Akkon (?-1291) (Generalpräzeptorei Zypern)

## Italien
- Antoniterkloster Alessandria (Generalpräzeptorei Ranverso)
- Antoniterkloster Asti (Generalpräzeptorei Ranverso)
- Antoniterkloster Aversa (Generalpräzeptorei Neapel)
- Antoniterkloster Barletta (Generalpräzeptorei Neapel)
- Antoniterkloster Bologna (Generalpräzeptorei Ranverso)
- Antoniterkloster Brescia (Generalpräzeptorei Ranverso)
- Antoniterkloster Busseto (Generalpräzeptorei Ranverso)
- Antoniterkloster Capri (Generalpräzeptorei Ranverso)
- Antoniterkloster Capua (Generalpräzeptorei Neapel)
- Antoniterkloster Chivasso (Generalpräzeptorei Ranverso)
- Antoniterkloster Chieri (Generalpräzeptorei Ranverso)
- Antoniterkloster Como (Generalpräzeptorei Ranverso)
- Antoniterkloster Cremona (Generalpräzeptorei Ranverso)
- Antoniterkloster Gaeta (Generalpräzeptorei Neapel)
- Antoniterkloster Fabriano (Generalpräzeptorei Florenz)
- Antoniterkloster Ferrara (Generalpräzeptorei Ranverso)
- Antoniterkloster Fiorenzuola (Generalpräzeptorei Florenz)
- Antoniterkloster Florenz (Generalpräzeptorei)
- Antoniterkloster Foligno (Generalpräzeptorei Florenz)
- Antoniterkloster Fondi (Generalpräzeptorei Neapel)
- Antoniterkloster Macerata (Generalpräzeptorei Florenz)
- Antoniterkloster Mailand (Generalpräzeptorei Ranverso)
- Antoniterkloster Mantua (Generalpräzeptorei Ranverso)
- Antoniterkloster Mirandola (Generalpräzeptorei Ranverso)
- Antoniterkloster Modena (Generalpräzeptorei Ranverso)
- Antoniterkloster Neapel (Generalpräzeptorei)
- Antoniterkloster Padula (Generalpräzeptorei Neapel)
- Antoniterkloster Parma (Generalpräzeptorei Ranverso)
- Antoniterkloster Pastena (Generalpräzeptorei Neapel)
- Antoniterkloster Piacenza (Generalpräzeptorei Ranverso)
- Antoniterkloster Pisa (Generalpräzeptorei Florenz)
- Antoniterkloster Pistoia (Generalpräzeptorei Ranverso)
- Antoniterkloster Potenza Picena (Generalpräzeptorei Florenz)
- Sant’Antonio di Ranverso (1188-1776, Generalpräzeptorei)
- Antoniterkloster Reggio nell’Emilia (Generalpräzeptorei Ranverso)
- Antoniterkloster Rom (Generalpräzeptorei)
- Antoniterkloster Sardinien (Generalpräzeptorei Gap)
- Antoniterkloster Savona (Generalpräzeptorei Ranverso)
- Antoniterkloster Sano (Generalpräzeptorei Neapel)
- Antoniterkloster San Severino (Generalpräzeptorei Neapel)
- Antoniterkloster Sizilien (Generalpräzeptorei Neapel)
- Antoniterkloster Turin (Generalpräzeptorei Ranverso)
- Antoniterkloster Urbino (Generalpräzeptorei Florenz)
- Antoniterkloster Valenza (Generalpräzeptorei Ranverso)
- Antoniterkloster Venedig (Generalpräzeptorei Ranverso)
- Antoniterkloster Verona (Generalpräzeptorei Ranverso)
- Antoniterkloster Viterbo (Generalpräzeptorei Florenz)
- Antoniterkloster Volterra (Generalpräzeptorei Florenz)

## Libanon
- 1530 bis 1550 Antoniterkloster Bkerke (Ab 1700 Maroniten)
- Antoniuskloster Quzhaya

## Lettland
- Antoniterkloster Lennewarden (1514-1534, Generalpräzeptorei Grünberg)

## Niederlande
- Antoniterkloster in Maastricht (1209-1783, Generalpräzeptorei Pont-à-Mousson)
- Antoniterkloster in Sneek (gegründet 1206, um 1400 aufgelöst)

## Norwegen
- Antoniterkloster Nonnesetter bei Bergen (1500-?, Generalpräzeptorei Grünberg)

## Österreich
- Antoniterkloster Wien (Generalpräzeptorei Memmingen)

## Polen
- Antoniusspital Brieg (zwischen 1310 und 1319 gegründet, vor 1538 von den Mönchen verlassen und an den Brieger Herzog verkauft)
- Antoniterkloster Frauenburg (1504/1507-1519)
- Antoniterkloster Marienburg (Generalpräzeptorei Grünberg)
- Antoniterkloster Trzebiatów (Generalpräzeptorei Grünberg)

## Portugal
- Antoniterkloster Lissabon (Generalpräzeptorei Castrojeriz)

## Rumänien
- Antoniterkloster Sighișoara, (auch Schässburg, Generalpräzeptorei Dravce)

## Schottland
- Antoniterkloster Leith (um 1430-um 1591) (Generalpräzeptorei)

## Schweden
- Antoniterkloster Ramundeboda (Generalpräzeptorei Grünberg)

## Schweiz
- Antoniterkloster Basel (Generalpräzeptorei Isenheim)
- Antoniterkloster Bern (um 1280–1528, Generalpräzeptorei Chambéry)
- Antoniterkloster Burgdorf (Generalpräzeptorei Freiburg)
- Antoniterkloster Kleinbasel (Generalpräzeptorei Freiburg)
- Antoniterkloster Uznach (Generalpräzeptorei Freiburg)

## Slowakei
- Antoniterkloster Dravce, (auch Szepesdaróc, Generalpräzeptorei)
- Antoniterkloster Bratislava, (auch Pressburg, Generalpräzeptorei Dravce)

## Spanien
- Antoniterkloster Albacete (Generalpräzeptorei Castrojeriz)
- Antoniterkloster Alfaro (Generalpräzeptorei Castrojeriz)
- Antoniterkloster Atienza (Generalpräzeptorei Castrojeriz)
- Antoniterkloster Baeza (?-1791) (Generalpräzeptorei Castrojeriz)
- Antoniterkloster Barcelona (1430-1806) (Generalpräzeptorei Olite)
- Antoniterkloster Benavente (Generalpräzeptorei Castrojeriz)
- Antoniterkloster Bull (Generalpräzeptorei Castrojeriz)
- Antoniterkloster Cadalso de los Vidrios (Generalpräzeptorei Castrojeriz)
- Antoniterkloster Calatayud (Generalpräzeptorei Olite)
- Antoniterkloster San Anton de Castrojeriz (1146-1791)  (Generalpräzeptorei)
- Antoniterkloster Cervera (1215-1787) (Generalpräzeptorei Olite)
- Antoniterkloster Ciudad Real (Generalpräzeptorei Castrojeriz)
- Antoniterkloster Córdoba (Generalpräzeptorei Castrojeriz)
- Antoniterkloster Cuenca (Generalpräzeptorei Castrojeriz)
- Antoniterkloster Granada (Generalpräzeptorei Castrojeriz)
- Antoniterkloster Huesca (Generalpräzeptorei Olite)
- Antoniterkloster Huete (Generalpräzeptorei Castrojeriz)
- Antoniterkloster Jaén (Generalpräzeptorei Castrojeriz)
- Antoniterkloster Lérida (1271-1787) (Generalpräzeptorei Olite)
- Antoniterkloster Madrid (1597-1787) (Generalpräzeptorei Castrojeriz)
- Antoniterkloster Medina del Campo (Generalpräzeptorei Castrojeriz)
- Antoniterkloster Mexiko-Stadt (1530 Gründung als Einsiedelei, 1562-1791) (Generalpräzeptorei Castrojeriz)
- Antoniterkloster Murcia (Generalpräzeptorei Castrojeriz)
- Antoniterkloster Olite (1274-?) (Generalpräzeptorei)
- Antoniterkloster Orihuela (Generalpräzeptorei Olite)
- Antoniterkloster Palma de Mallorca (Generalpräzeptorei Olite)
- Antoniterkloster Pamplona (Generalpräzeptorei Olite)
- Antoniterkloster Perpignan (Generalpräzeptorei Olite)
- Antoniterkloster Salamanca (1230-1791) (Generalpräzeptorei Castrojeriz)
- Antoniterkloster Saragossa (Generalpräzeptorei Olite)
- Antoniterkloster Segovia (Generalpräzeptorei Castrojeriz)
- Antoniterkloster Sevilla (Generalpräzeptorei Castrojeriz)
- Antoniterkloster Talavera de la Reina (Generalpräzeptorei Castrojeriz)
- Antoniterkloster Tàrrega (1315-1787) (Generalpräzeptorei Olite)
- Antoniterkloster Toledo (Generalpräzeptorei Castrojeriz)
- Antoniterkloster Toro (Generalpräzeptorei Castrojeriz)
- Antoniterkloster Tudela (Generalpräzeptorei Olite)
- Antoniterkloster Úbeda (Generalpräzeptorei Castrojeriz)
- Antoniterkloster Valladolid (Generalpräzeptorei Castrojeriz)
- Antoniterkloster Valencia (Generalpräzeptorei Olite)
- Antoniterkloster Valls (Gründung unbekannt, vor 1297-1787) (Generalpräzeptorei Olite)

## Türkei
- Antoniterkloster Konstantinopel (Generalpäzeptorei Achaja)

## Ukraine
- Antoniterkloster Kaffa Feodossija (Generalpäzeptorei Achaja)

## Zypern
- Antoniterkloster Famagusta (Generalpräzeptorei Zypern)